# Viljandimaa
Viljandimaa (Estisch: Viljandi maakond) is een van de vijftien provincies van Estland. Het ligt in het zuiden van het land en grenst aan de provincies Pärnumaa, Järvamaa, Jõgevamaa, Tartumaa en Valgamaa. De provincie had 45.637 inwoners op 1 januari 2023.
In de provincie ligt het op een na grootste meer van Estland, het Võrtsjärv.

## Geschiedenis
Viljandimaa was een belangrijk centrum van handel en macht in de Middeleeuwen. Er zijn een aantal ruïnes en kastelen in het gebied te bezichtigen.

## Gemeenten
De provincie is opgedeeld in gemeenten: één stad, Viljandi, en drie landgemeenten: 
- Mulgi
- Põhja-Sakala
- Viljandi vald

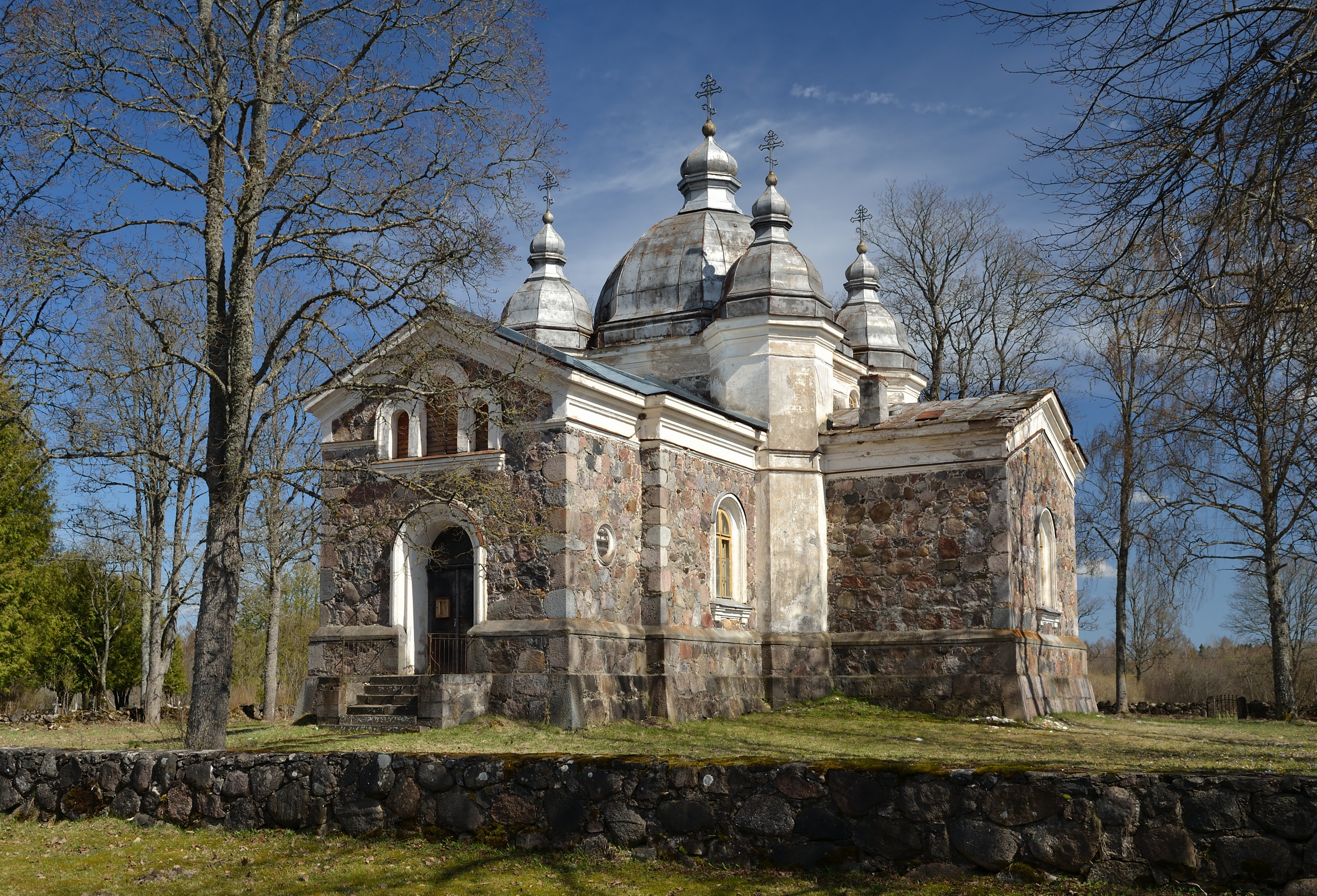
Orthodoxe kerk van Arussaare
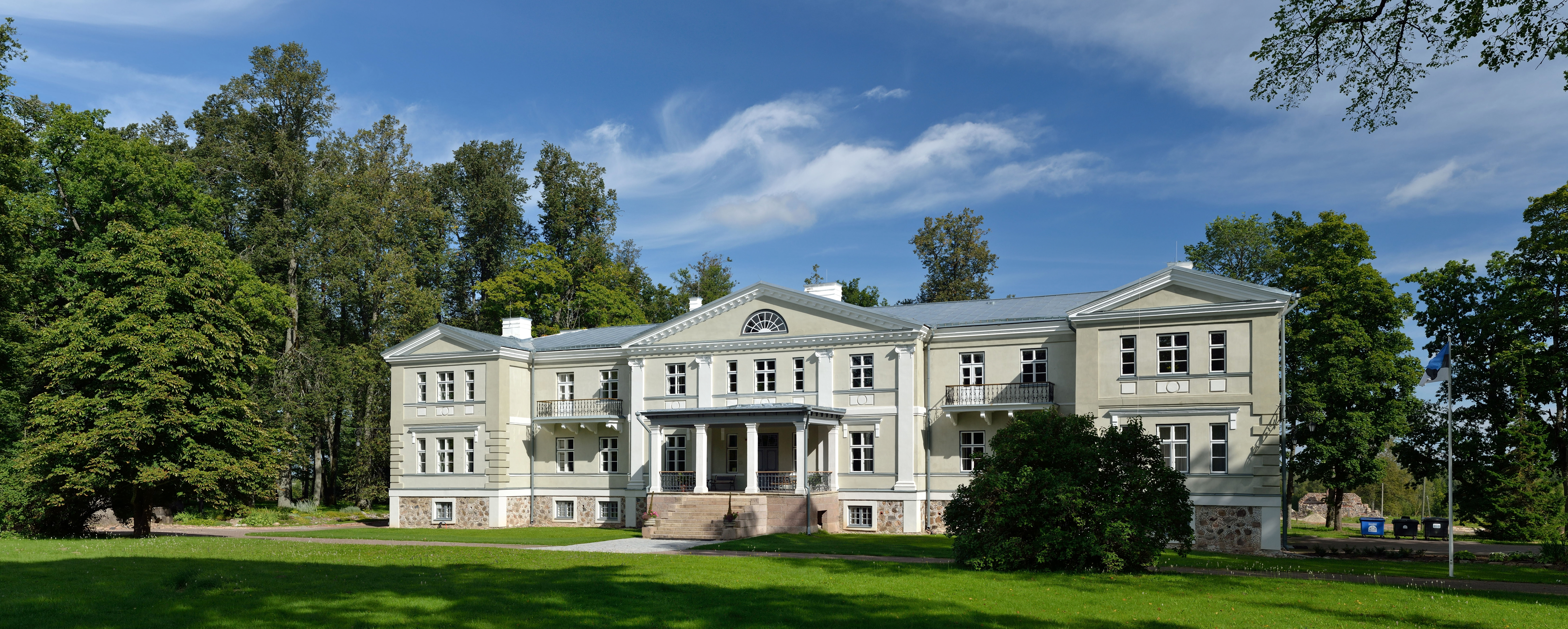
Het landhuis van Kõpu
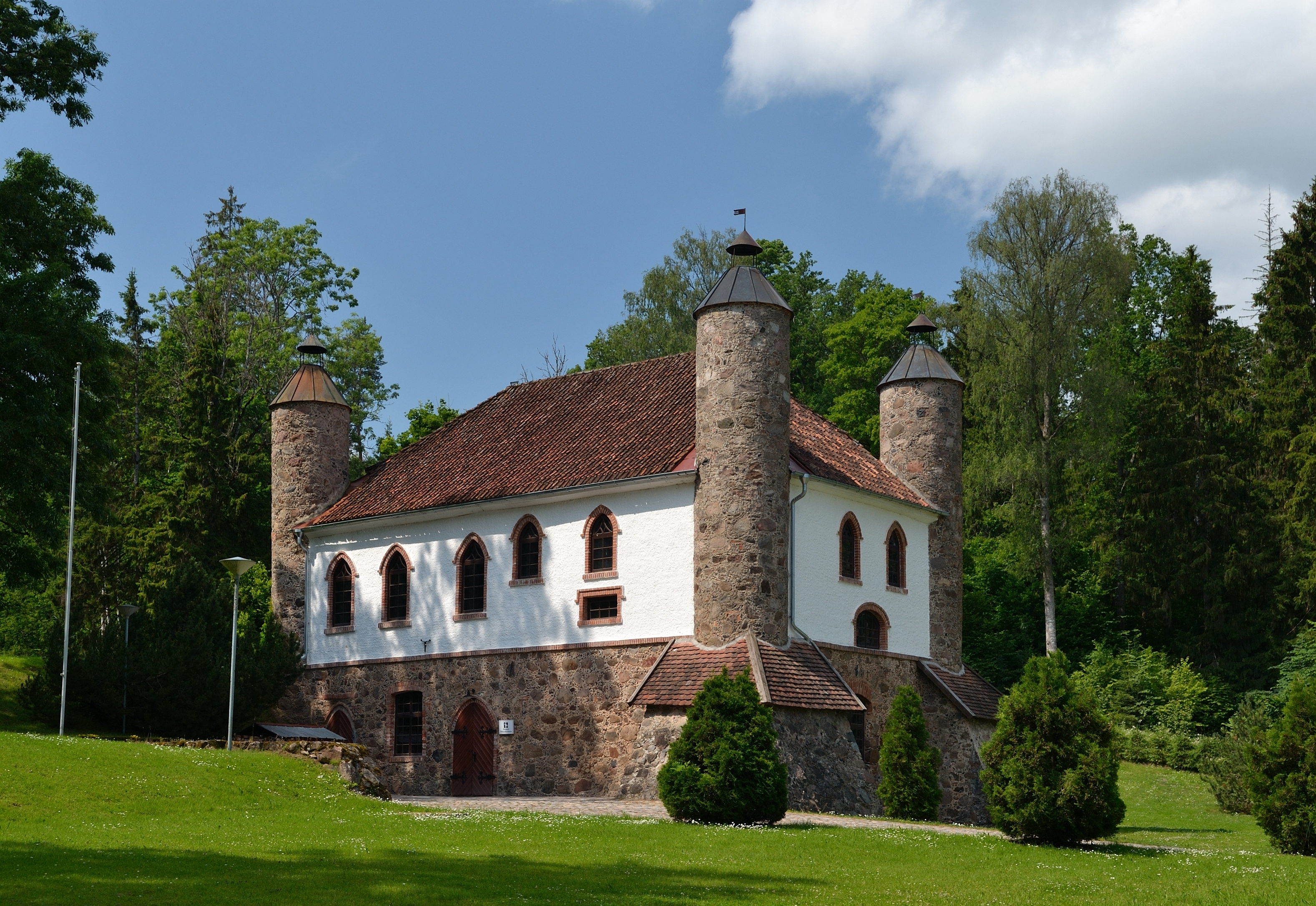
Wodkastokerij op het landgoed van Heimtali
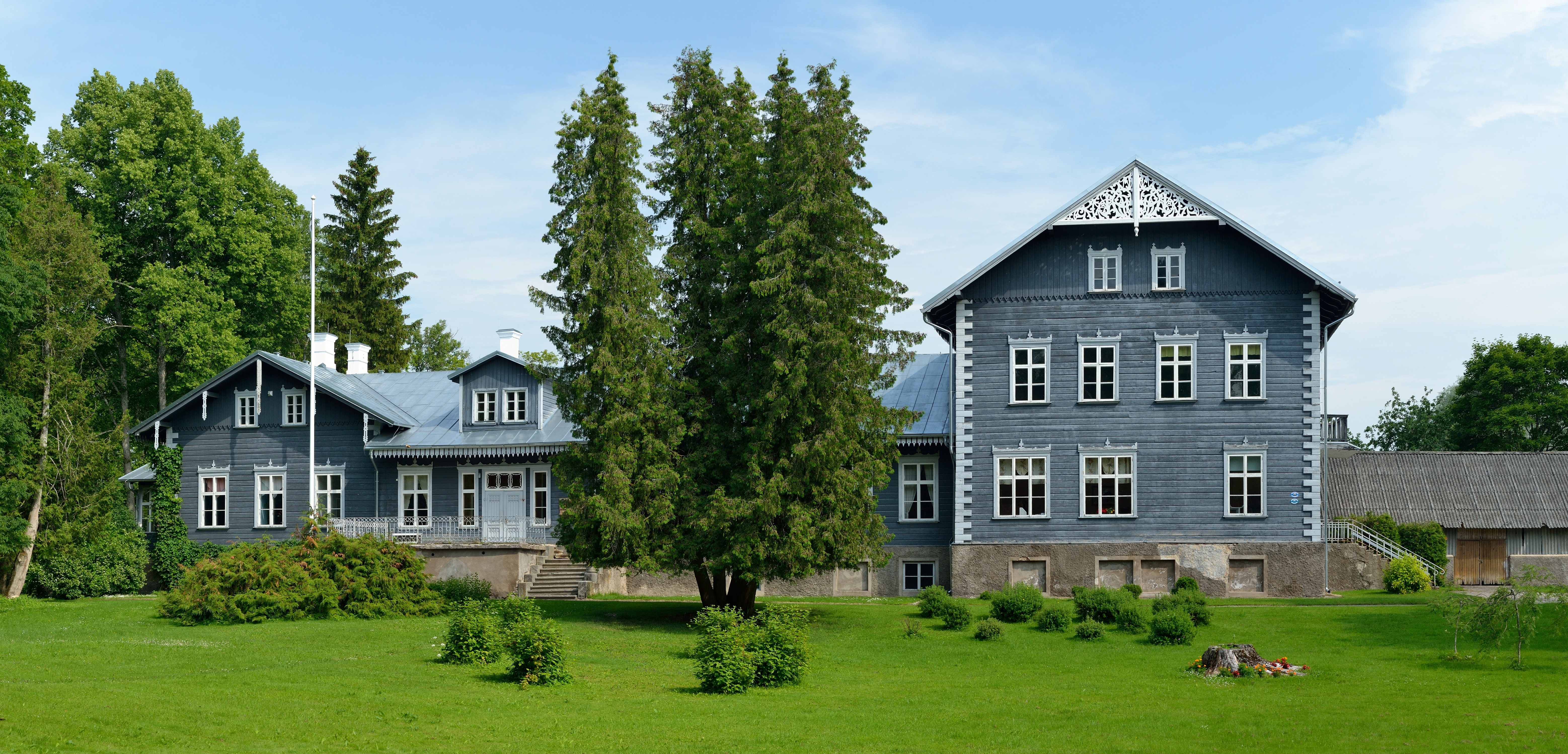
Het landhuis van Pärsti
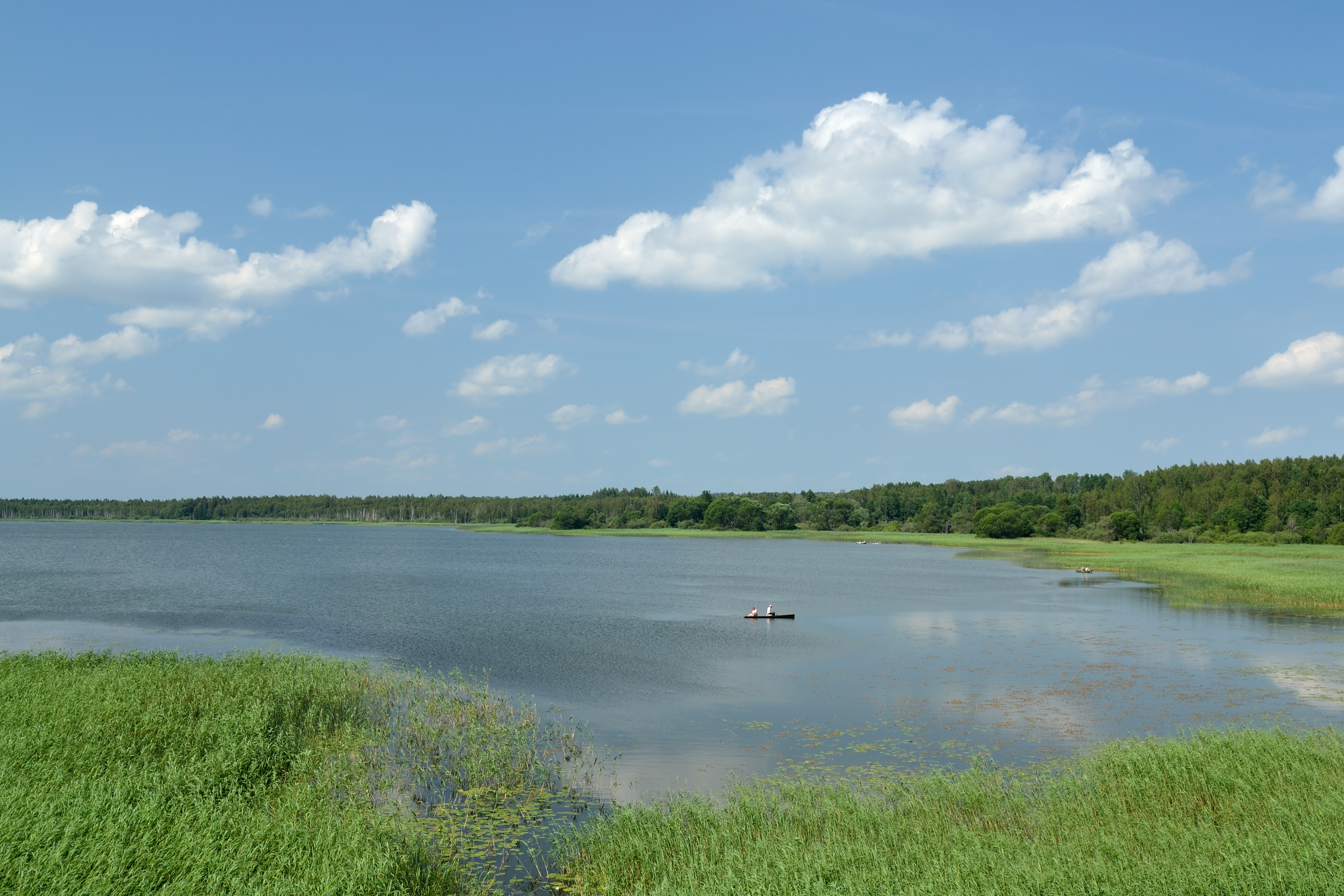
Het meer Õisu järv
De burcht van Viljandi

Harjumaa · Hiiumaa · Ida-Virumaa · Järvamaa · Jõgevamaa · Läänemaa · Lääne-Virumaa · Pärnumaa · Põlvamaa · Raplamaa · Saaremaa · Tartumaa · Valgamaa · Viljandimaa · Võrumaa